# グラナダ

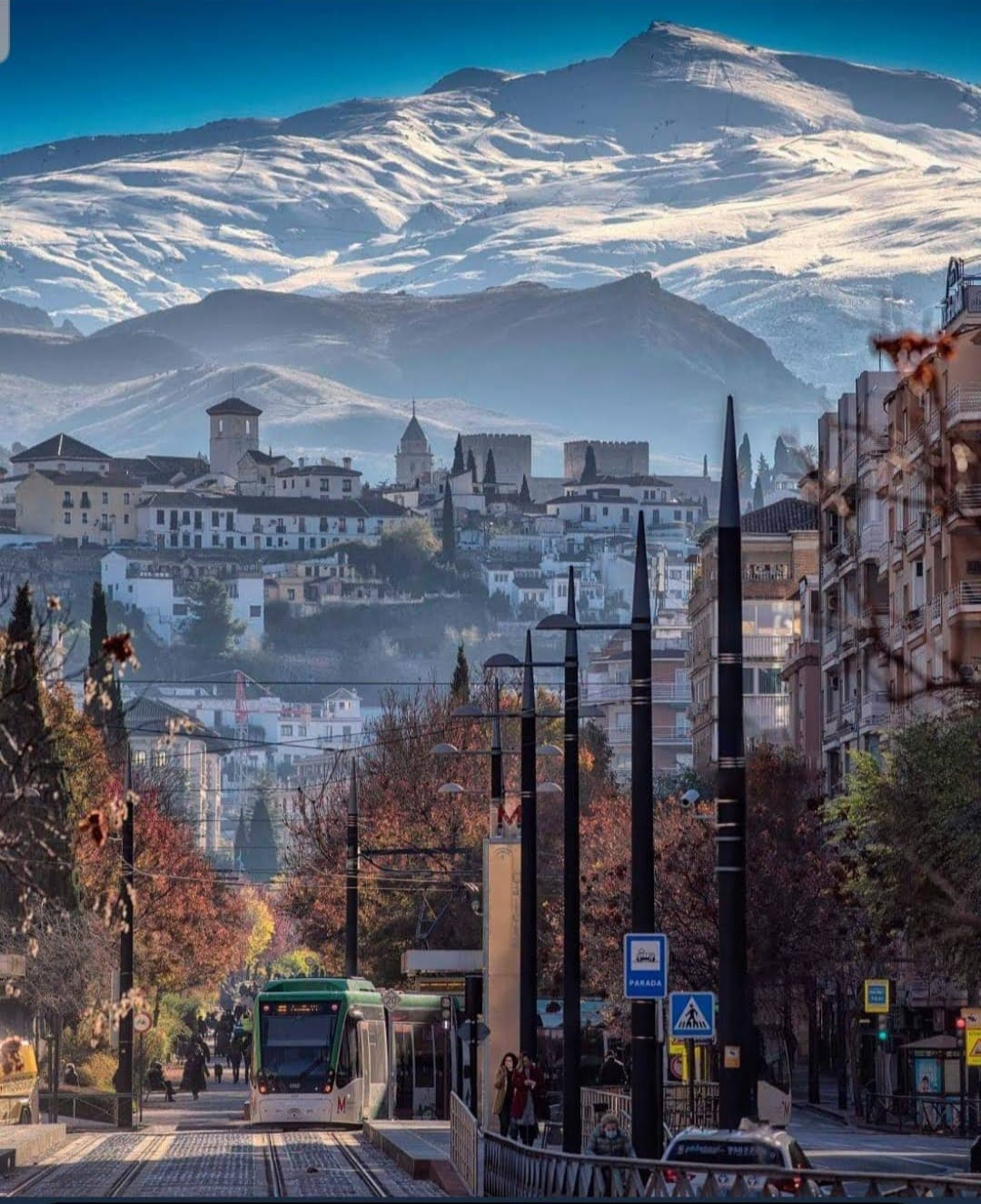
スペイン、グラナダの素晴らしい景色

グラナダ（Granada [ɡɾaˈna], 現地発音）は、スペイン・アンダルシア州グラナダ県のムニシピオ（基礎自治体）。グラナダ県の県都である。
かつてはイベリア半島最後のイスラム王朝ナスル朝グラナダ王国の首都であった。アルハンブラ宮殿が所在する。シエラネバダ山脈を源流とするヘニル川流域の「ベガ」と呼ばれる肥沃な平野を基盤にして栄えた。
なお、グラナダはスペイン語でザクロを意味する言葉なので、ザクロは市のシンボルとなり、市中にザクロの彫刻がある。市旗・市章にもザクロの果実が描かれる。スペインの国章の下部のザクロも過去にあったグラナダ王国を表す。

## 歴史

### 古代
紀元前8世紀からイベリア人（もしくはケルティベリア人）が居住し、「イルトゥリル」という名で呼ばれた。タルテソスの文化と関係を持ち、フェニキア人、カルタゴ人、ギリシア人と接触していた。紀元前193年にローマの支配下に入り、「イリベリス」という名前で呼ばれた。紀元5世紀からは西ゴート王国の支配下に入った。

### アル＝アンダルス
711年、ウマイヤ朝の指揮官ターリク・イブン・ズィヤードの軍がイベリア半島に上陸し、同年にグラナダも占領された。都市の郊外には「ガルナタ」と呼ばれるユダヤ人のコミュニティーがあり、彼らはターリクによる占領を支援した。これ以降グラナダは15世紀まで約780年の間、イベリア半島のイスラム支配地アル＝アンダルスの領域となる。
756年、アブド・アッラフマーン1世がコルドバを都として後ウマイヤ朝を建国した。グラナダはアル＝アンダルスの中でも重要な都市の1つとなり、「イルビラ」または「エルビラ」と呼ばれた。後ウマイヤ朝が衰えた11世紀始め、内戦のために都市が破壊されたのち、ズィール朝の一族がこの地を征服し、1013年にタイファ諸国の1つであるグラナダ王国（es）として独立した。都市は再建され、郊外の「ガルナタ」の位置（現在のアルバイシンを含む丘陵）に移動した。
グラナダは11世紀末にムラービト朝に、12世紀半ばにムワッヒド朝に征服されたが、都市は発展を続けた。1212年、ナバス・デ・トロサの戦いでムワッヒド軍がキリスト教諸国連合軍に大敗してからは、アル＝アンダルスは混乱に陥り、諸都市の支配者は互いに抗争を続けた。1236年、コルドバはカスティーリャ王国のフェルナンド3世によって陥落した。

### ナスル朝

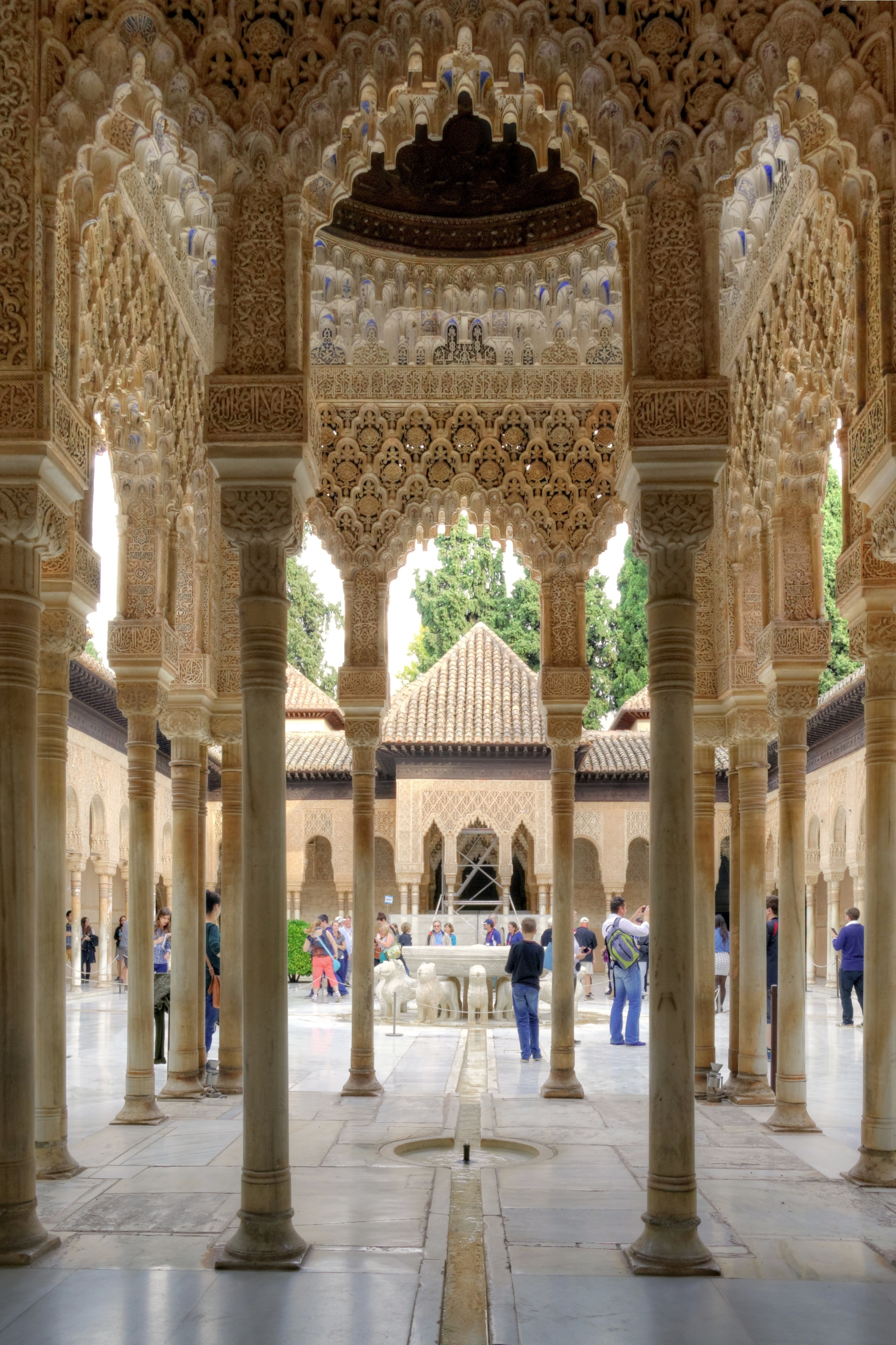
アルハンブラ宮殿のライオンの中庭

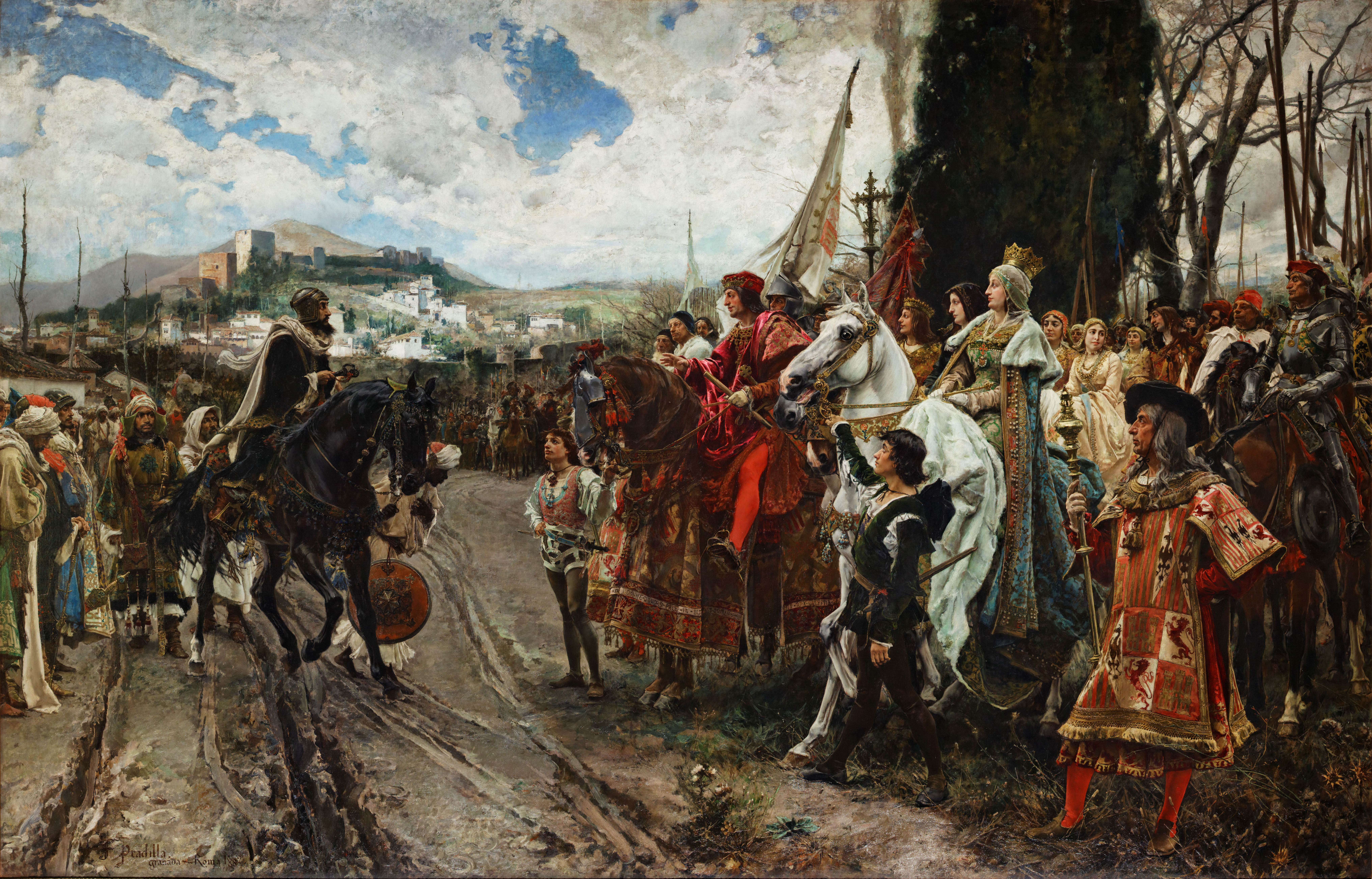
『グラナダの降伏』（1492年）

1232年、アンダルスの支配者の一人、ムハンマド・イブン・ユースフ・イブン・ナスル（アル・アフマル）は王を名乗り、1238年にグラナダに王国（ナスル朝）を建国した（ムハンマド1世）。1246年、ムハンマド1世はフェルナンド3世と条約を結び、カスティーリャに臣従して貢納する代わりに、グラナダ、マラガ、アルメリアを保有することを許された。
ナスル朝グラナダ王国は、イベリア半島における最後のイスラム王朝として約250年間存続し、経済・文化が繁栄した。アルハンブラ宮殿は、ナスル朝時代に建てられたもので、イスラム建築の傑作と評価される。しかし、15世紀末にカスティーリャ王国とアラゴン王国が連合王国となると、ナスル朝支配地への征服が始まり、1492年1月2日にグラナダが降伏してナスル朝は滅亡した。

### レコンキスタ後
他宗教にも寛大であったナスル朝のグラナダには、当時キリスト教世界で弾圧されていたユダヤ人も多く存在していた。しかし、レコンキスタ完了後は、キリスト教徒によるユダヤ人の虐殺が行われ（スペイン異端審問）、多くのユダヤ人がイベリア半島から去った。そうしたユダヤ人は、オスマン帝国などで保護され、経済発展を支える一勢力になる。

## 名所

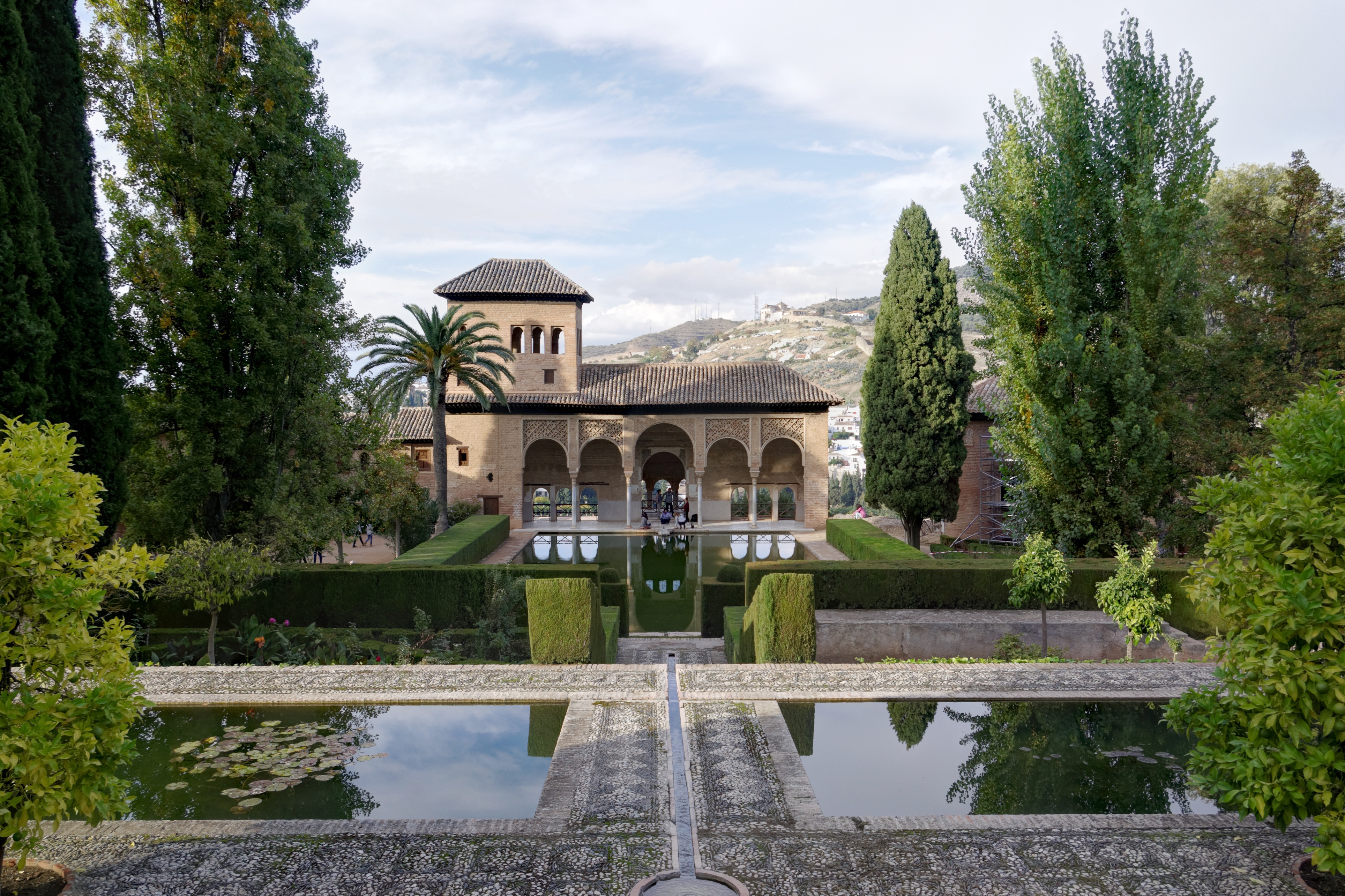
アルハンブラ宮殿のアラヤネスの中庭

グラナダは壮麗なアルハンブラ宮殿で名高い。宮殿と川をはさんで向かい合う丘の上にはアルバイシンの街並みが広がる。「グラナダのアルハンブラ、ヘネラリーフェ、アルバイシン」は、ユネスコの世界遺産に登録されている。
- アルハンブラ宮殿 - 古代からの砦の上にナスル朝初代君主のムハンマド1世が建築を始めた宮殿で、ユースフ1世の代（14世紀）に完成された。
  - ヘネラリフェ - アルハンブラの東のはずれに建てられた離宮で、美しい庭園がある。
  - カルロス5世宮殿（en） - カルロス5世がアルハンブラ内に建てた宮殿。
- アルバイシン - イスラム時代の街並みが残る地区。迷路のように入り組んだ路地に白壁の家が並ぶ。
- カテドラル（en） - モスクの跡に建設された大聖堂。
  - 王室礼拝堂 - イサベル1世とフェルナンド2世の遺骸が眠る。
- カルトゥーハ修道院（en） - 16世紀から建設が始められた修道院。スペイン・バロック建築の代表の一つ。

2020年に周辺地域はユネスコ世界ジオパークに指定される。

## 文化
毎年6月中旬から7月中旬に「グラナダ国際音楽舞踊祭」が開催される。クラシック音楽やバレエに加えて、フラメンコも上演され、一流の指揮者やオーケストラが集まる。

### スポーツ
- CBグラナダ - バスケットボールクラブ。
- グラナダ74CF - サッカークラブ。2007年に本拠地をグラナダに移した。
- グラナダCF - サッカークラブ。

2015年には冬季ユニバーシアードを開催した。
ダカール・ラリーの出発地として1995年・1996年・1999年に設定された。

## 交通
市内中心部には路線バスが多数走っている。

### 航空
市街から15km西にグラナダ空港があり、マドリードやバルセロナからの便がある。

### 鉄道
- マドリードからはアリタリアで約4時間半。マドリードから高速鉄道AVEを利用しセビリアで乗り換えるという選択肢もある。
- バルセロナからは夜行列車トレンオテルで約11時間、運転日の少ない昼の列車で約11時間半。
- バレンシアからも夜行列車トレンオテルで8時間弱、昼行列車で8時間半。
- セビリアからは快速列車R-598で3時間～3時間15分。
- アルメリアからは同じくR-598で2時間25分。
- マラガからはボバディージャ乗り換えで2時間45分～3時間45分。
- コルドバからはセビリア乗り換え若しくはボバディージャ乗り換えで4時間30分～5時間30分。
- アルヘシーラスからは普通列車レヒオナルで4時間20分～4時間40分。

### バス
- マラガから1時間45分
- セビリア、コルドバからは約3時間。
- 他にマドリード、バルセロナからの長距離バスもあり。

## 出身者
- ウジェニー・ド・モンティジョ（フランス皇后）
- フェデリコ・ガルシーア・ロルカ（詩人・劇作家）
- マニュエル・オランテス（テニス選手）

## ギャラリー
- アルハンブラ宮殿
- カルロス5世宮殿
- ヘネラリフェ
- アルバイシン
- カテドラルと市街地
- トリウンフォ公園
- グラナダ市街地（中央）とシエラネバダ山脈

## 姉妹都市
- フライブルク、ドイツ
- エクス＝アン＝プロヴァンス、フランス